# I Can’t Be with You
I Can’t Be with You – singel irlandzkiej grupy rockowej The Cranberries, pochodzący z albumu No Need to Argue.

## Lista utworów
1. „I Can’t Be with You”
2. „(They Long to Be) Close to You”
3. „Empty” (live on BBC Radio One FM Evening Session, 26 September 1994)